# Cloncurryita
La cloncurryita és un mineral de la classe dels fosfats. Rep el nom de la localitat australiana de Cloncurry, a Queensland, on es troba la seva localitat tipus.

## Característiques
La cloncurryita és un fosfat de fórmula química Cu0.5(VO)0.5Al₂(PO₄)₂F₂(H₂O)₅. Va ser aprovada com a espècie vàlida per l'Associació Mineralògica Internacional l'any 2006, sent publicada per primera vegada el 200. Cristal·litza en el sistema monoclínic.
Segons la classificació de Nickel-Strunz, la cloncurryita pertany a «08.DC: Fosfats, etc, només amb cations de mida mitjana, (OH, etc.):RO₄ = 1:1 i < 2:1» juntament amb els següents minerals: nissonita, eucroïta, legrandita, strashimirita, arthurita, earlshannonita, ojuelaïta, whitmoreïta, cobaltarthurita, bendadaïta, kunatita, kleemanita, bermanita, coralloïta, kovdorskita, ferristrunzita, ferrostrunzita, metavauxita, metavivianita, strunzita, beraunita, gordonita, laueïta, mangangordonita, paravauxita, pseudolaueïta, sigloïta, stewartita, ushkovita, ferrolaueïta, kastningita, maghrebita, nordgauïta, tinticita, vauxita, vantasselita, cacoxenita, gormanita, souzalita, kingita, wavel·lita, allanpringita, kribergita, mapimita, ogdensburgita i nevadaïta.

## Formació i jaciments
Va ser descoberta a la mina Great Australia, situada a la localitat de Cloncurry, al comtat homònim de l'estat de Queensland, Austràlia, on sol trobar-se associada a altres minerals com la malaquita, la pseudomalaquita, la cuprita i el coure.